# 流山温泉
流山温泉（ながれやまおんせん）は、かつて北海道亀田郡七飯町にあった日帰り温泉施設である。『NPO法人大沼・駒ヶ岳ふるさとづくりセンター』が運営していた。当初は北海道企画開発、そして北海道旅客鉄道（JR北海道）グループのジェイ・アールはこだて開発により運営されていた。
温泉名は火山によってもたらされた流れ山地形に由来するもので、火山である駒ヶ岳の麓にあることから命名された。

## 概要
七飯町の大沼地区は大沼国定公園内に位置し、駒ヶ岳にも近いという立地から、JR北海道は将来の観光資源として鉄道事業にも寄与すると共に、地域観光の核を作り出すことを目標に、平成初頭より東日本旅客鉄道（JR東日本）と共同でゴルフ場を中核とした複合リゾート施設を計画していた。その後、経済状況の悪化等もあってJR北海道が主体となって計画が見直され、2000年（平成12年）11月から工事を開始し、2002年（平成14年）4月28日に自然体験型観光施設として流山温泉、レストラン「停車場」、ダチョウ観光牧場、彫刻公園が第一次開業  。同時に、これらの施設へのアクセスとして、函館本線（砂原支線）の池田園駅 - 銚子口駅間に流山温泉駅が新設された。2003年（平成15年）4月にはパークゴルフ場、キャンプ場およびスポーツ広場が第二次開業した 。
流山温泉駅の脇には、東北新幹線で使われていた200系電車が2001年（平成13年）11月15日 から静態保存されていた。これらは2001年（平成13年）9月に廃車となったF37編成（元JR東日本仙台総合車両所所属）の一部で、先頭車2両（1号車：222-15、12号車：221-15）にグリーン車（11号車：215-15）を挟んだ3両編成となっていた 。当初の運営会社・北海道企画開発に東日本旅客鉄道（JR東日本）も出資していたことから実現したもので、新幹線の北海道への延長を願って設置されたという。基本的に車内へ立ち入ることはできないが、鉄道の日などのイベントに合わせて開放される場合があった。その後、北海道新幹線の札幌延伸が決定し役目を終えたことや、老朽化が著しいことなどを理由に2013年（平成25年）6月までに全車両が解体・撤去された。また、敷地内の無料休憩所にはJR北海道海峡線で走っていた「カーペットカー」仕様の50系客車が静態保存されていた。
しかし、これらの施設は毎年赤字を計上する厳しい経営状況となり、ダチョウ観光牧場やレストラン「停車場」等は不採算事業として廃止された。JR北海道は2016年（平成28年）3月26日の北海道新幹線新青森駅 - 新函館北斗駅間開業に向け、流山温泉の再活性化を図るべく検討を重ねてきたが、最終的には現地の農業生産法人である株式会社流山が主体となり、国と北洋銀行などにより組成される「6次産業化ファンド」を活用した事業スキームへ移行することとなった。こうして、JR北海道の直営事業としての営業は2015年（平成27年）2月28日をもって終了し、新会社「どさんこミュゼ株式会社」に事業譲渡した。どさんこミュゼは同エリアにおいて「どさんこ」という在来和種馬をモチーフとしたミュージアム「パド・ミュゼ (Paard Musée) 大沼流山牧場」を運営しており、JR北海道も所有する土地の一部および建物財産等を現物出資するとともに、送客面で協力を行っている。
函館本線の流山温泉駅については施設閉館後も存続していたが、利用者減少により2022年（令和4年）3月12日に廃止され、開業から20年足らずで役目を終えることとなった。

## 泉質
- ナトリウム・カルシウム-硫酸塩泉
  - 源泉温度45.6℃
  - 湧出量毎分410リットル
  - 掘削動力揚湯型源泉

## 温泉街
大沼国定公園内に、日帰り入浴施設の「流山温泉」が存在していた。なお、2015年2月の閉館後、2017年6月から8月にかけてPaard Muséeの施設として特定日に営業を行っていたことがある。
温泉施設を中心に、パークゴルフ場・キャンプ場・スポーツ広場・ダチョウ牧場・彫刻広場が存在した。彫刻広場および日帰り入浴施設の建物は、流政之の作品。浴室内には、流の意向から通常設置されているはずの鏡が全くない。

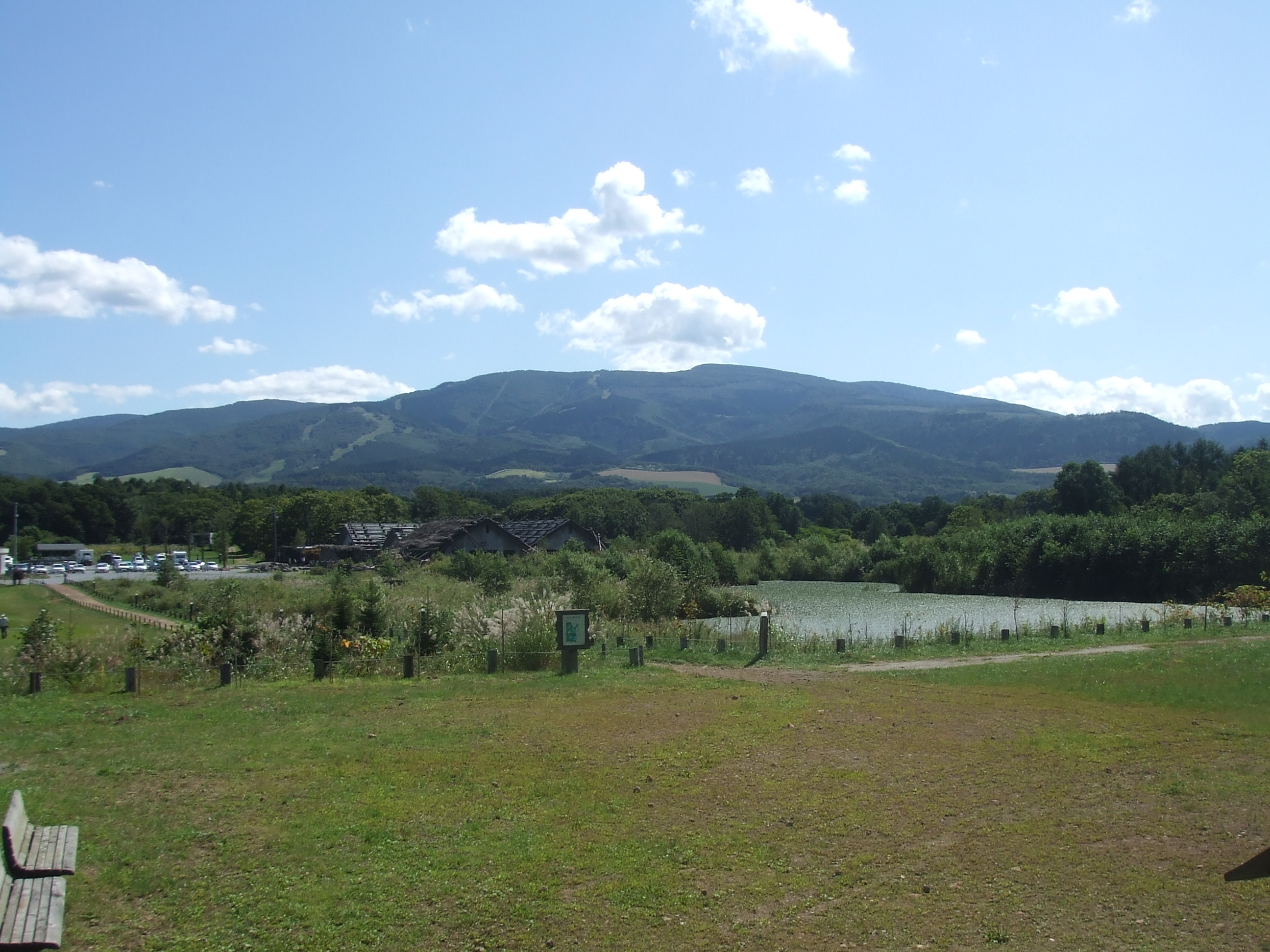
大沼国定公園内にある流山温泉（2008年9月）
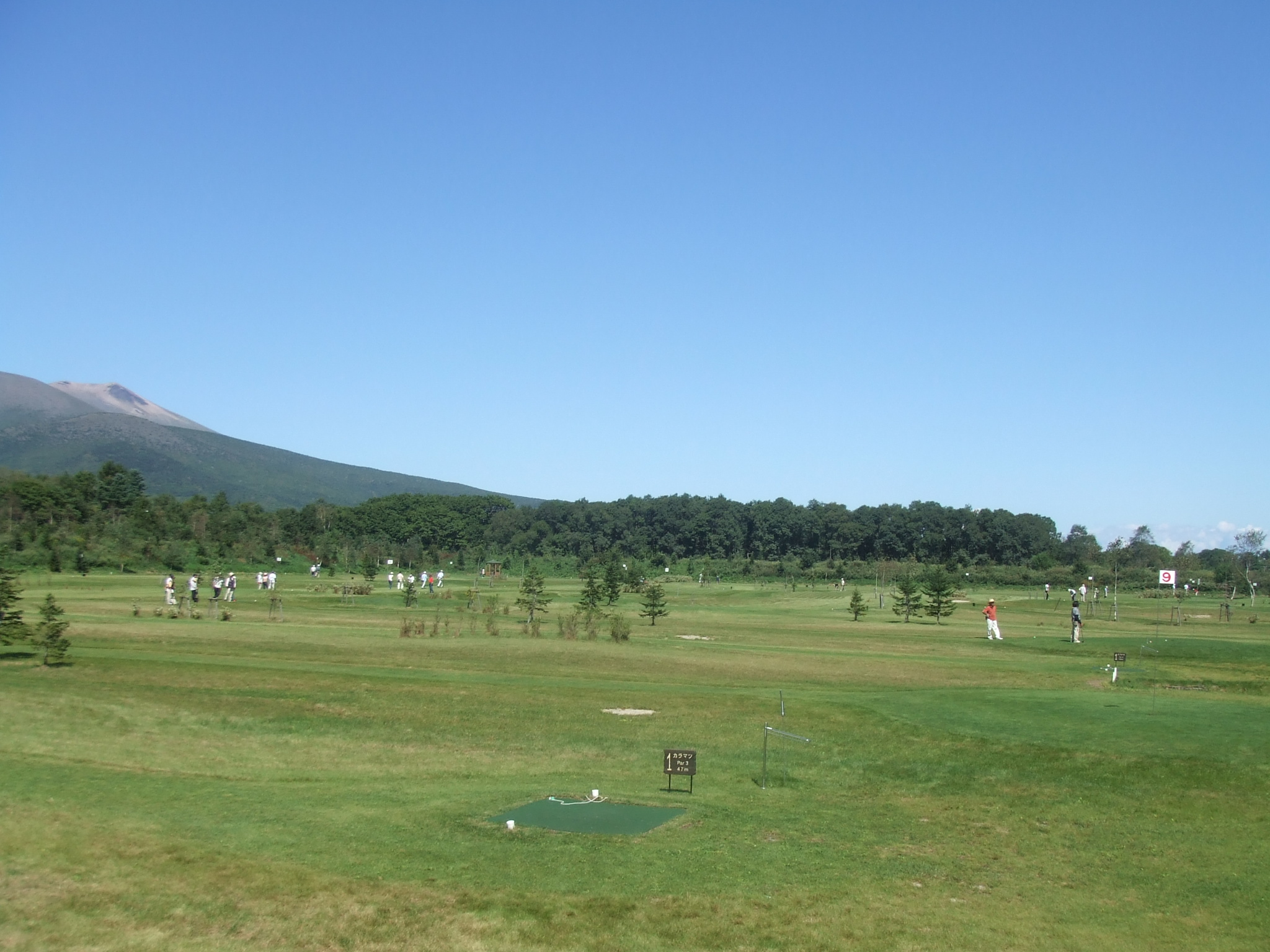
パークゴルフ場（2008年9月）
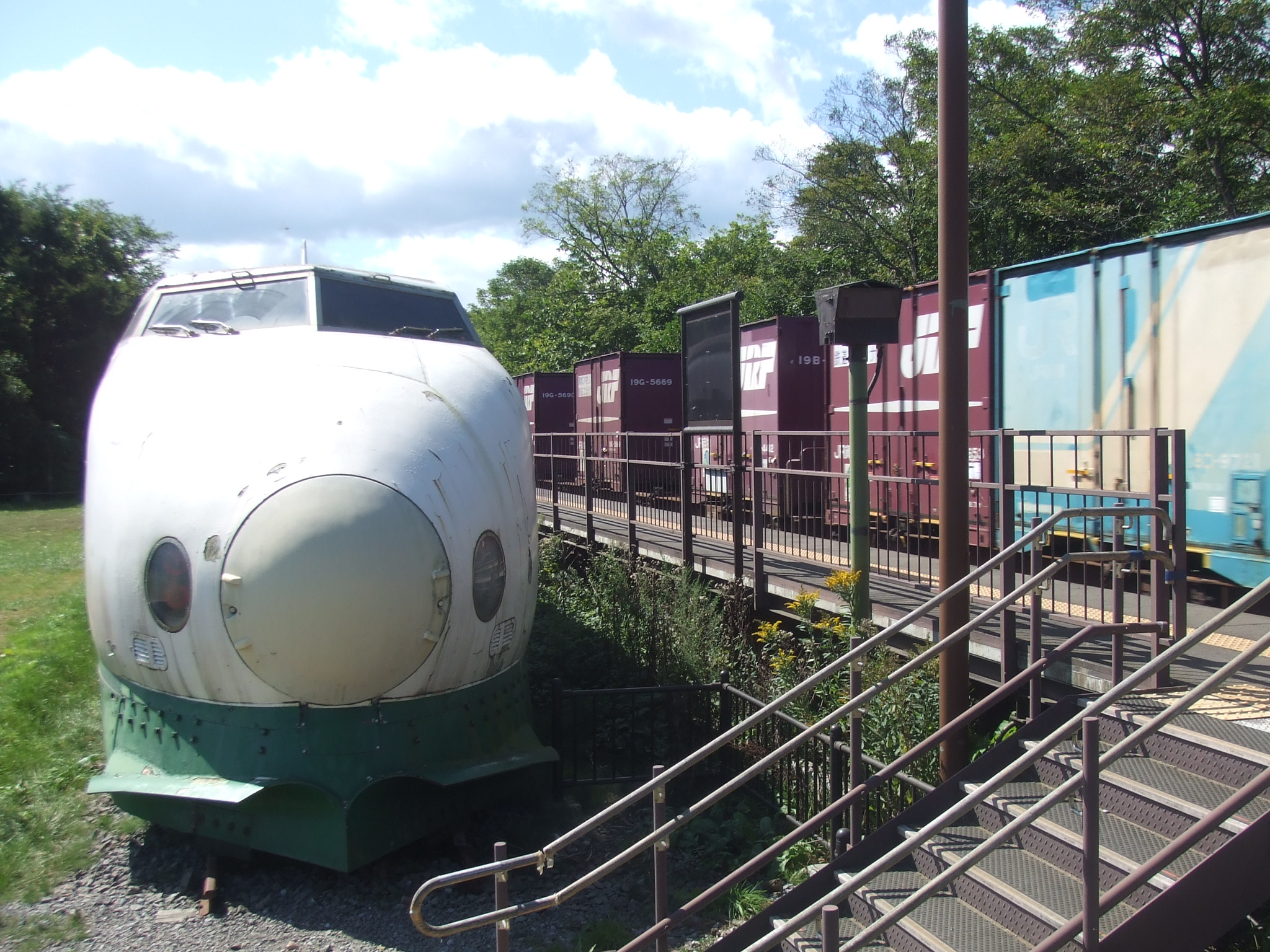
最寄となる流山温泉駅（2008年9月）

## 歴史
- 2002年（平成14年）4月28日：自然体験型観光施設として、流山温泉開湯[報道 3]。関連施設として、レストラン「停車場」、ダチョウ観光牧場、彫刻公園が第一次開業[報道 1][報道 2]。彫刻家・流政之がプロデュースした[3]。
- 2003年（平成15年）4月：パークゴルフ場、キャンプ場およびスポーツ広場が第二次開業[報道 1][報道 2]。
- 2015年（平成27年）2月28日：この日の営業をもって全館営業終了[報道 2]。

## アクセス
- 鉄道：北海道旅客鉄道（JR北海道）函館本線（砂原支線）流山温泉駅下車徒歩約3分。